# Pneumonia lobar
A pneumonia lobar é uma forma de pneumonia caracterizada pelo exsudato inflamatório dentro do espaço intra-alveolar, tendo como resultado a consolidação que afeta uma grande área contínua do lobo de um pulmão.
Ela é uma das três classificações anatômicas da pneumonia (com as outras sendo a broncopneumonia e a pneumonia atípica). Em crianças, a pneumonia redonda se desenvolve devido ao fato de que os poros de Kohn, que permitem a disseminação lobar da infecção, são pouco desenvolvidos.

## Mecanismo
O organismo invasor começa a se multiplicar e a liberar toxinas que causam inflamação e o edema do parênquima pulmonar. Isto leva ao acúmulo de detritos celulares no interior dos pulmões. Levando à consolidação ou solidificação, que é um termo utilizado para caracterizar a aparência macroscópica ou radiológica dos pulmões afetados pela pneumonia. A pneumonia bacteriana é classificada principalmente em lobar e difusa a depender do grau de irritação ou dano aos pulmões. 

## Estágios

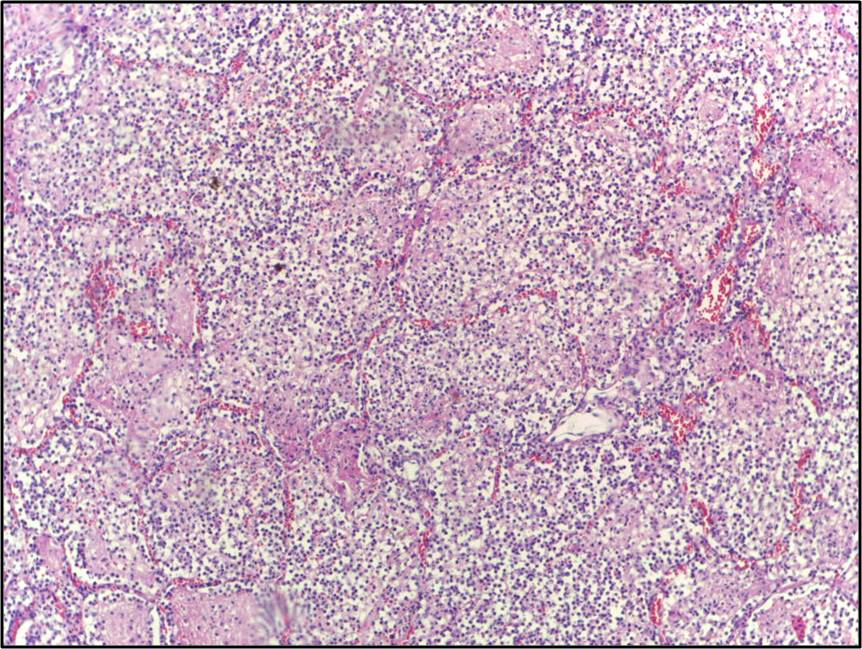
Micrografia de pneumonia lobar, coloração H&E.

A pneumonia lobar normalmente tem uma progressão aguda. Classicamente, a doença possui quatro estágios:
- Congestão nas primeiras 24 horas: Este estágio é caracterizado histologicamente por ingurgitamento vascular, líquido intra-alveolar, um baixo número de neutrófilos, geralmente com a presença de numerosas bactérias . Em suma, o pulmão estará pesado e hiperêmico.
- Hepatização vermelha ou consolidação : A congestão vascular permanece, com extravasamento de hemácias para os espaços alveolares, juntamente com aumento do número de neutrófilos e fibrina. O preenchimento do espaço para o ar pelo exsudato leva a um aspecto grosseiro de solidificação, ou consolidação, do parênquima alveolar. Essa aparência foi comparada à do fígado, daí o termo "hepatização".
- Hepatização cinzenta : Os glóbulos vermelhos se desintegram, com persistência dos neutrófilos e da fibrina. Os alvéolos ainda parecem consolidados, mas grosseiramente a cor é mais pálida e a superfície de corte é mais seca. É nesse momento que geralmente a morte ocorre em casos graves.
- Desfecho (recuperação completa): O exsudato é digerido por atividade enzimática e eliminado por macrófagos ou pelo mecanismo da tosse. As enzimas produzidas pelos neutrófilos irão liquefazer os exsudatos, e estes serão expelidos na expectoração ou drenados através da linfa.

## Em crianças
As aberturas entre os alvéolos conhecidos como poros de Kohn e as vias aéreas colaterais dos canais de Lambert são pouco desenvolvidas em crianças. De outra forma a disseminação da infecção ocorreria, porém por conta disso é evitada e pode resultar em uma pneumonia redonda, mais comumente causada por S. pneumoniae. Apresenta-se clinicamente com uma infecção respiratória inicial leve que é seguida de febre. Na imagem, apresenta-se uma consolidação pulmonar opaca que é incomumente arredondada e pode se assemelhar a uma massa pulmonar. No entanto, é rapidamente curada com antibióticos.

## Diagnóstico
Os organismos mais comuns que causam pneumonia lobar são oStreptococcus pneumoniae, também chamado de pneumococo, a Haemophilus influenzae e a Moraxella catarrhalis . Mycobacterium tuberculosis, o bacilo da tuberculose, também pode causar pneumonia lobar caso a tuberculose pulmonar não seja tratada prontamente. Outros organismos que causam pneumonia lobar são a Legionella pneumophila e a Klebsiella pneumoniae .
Assim como outros tipos de pneumonia, a pneumonia lobar pode se apresentar como adquirida na comunidade, em pacientes imunossuprimidos ou como infecção nosocomial. No entanto, a maioria dos organismos causadores são do tipo adquirido na comunidade. Espécimes patológicos a serem obtidos para investigações incluem:
1. Escarro para cultura, AAFBS e coloração de Gram
2. Sangue para hemograma completo/contagem sanguínea completa, ESR e outros reagentes de fase aguda
3. Teste de procalcitonina, mais específico

Em uma radiografia de tórax posteroanterior e lateral, um lobo inteiro será radiopaco, o que é indicativo de pneumonia lobar.
A identificação do organismo infeccioso (ou outra causa) é uma parte importante do tratamento moderno da pneumonia. Os padrões anatômicos de distribuição podem ser associados a certos organismos, e podem ajudar na seleção de um antibiótico enquanto se espera que o patógeno seja cultivado.